# صخر متدخل

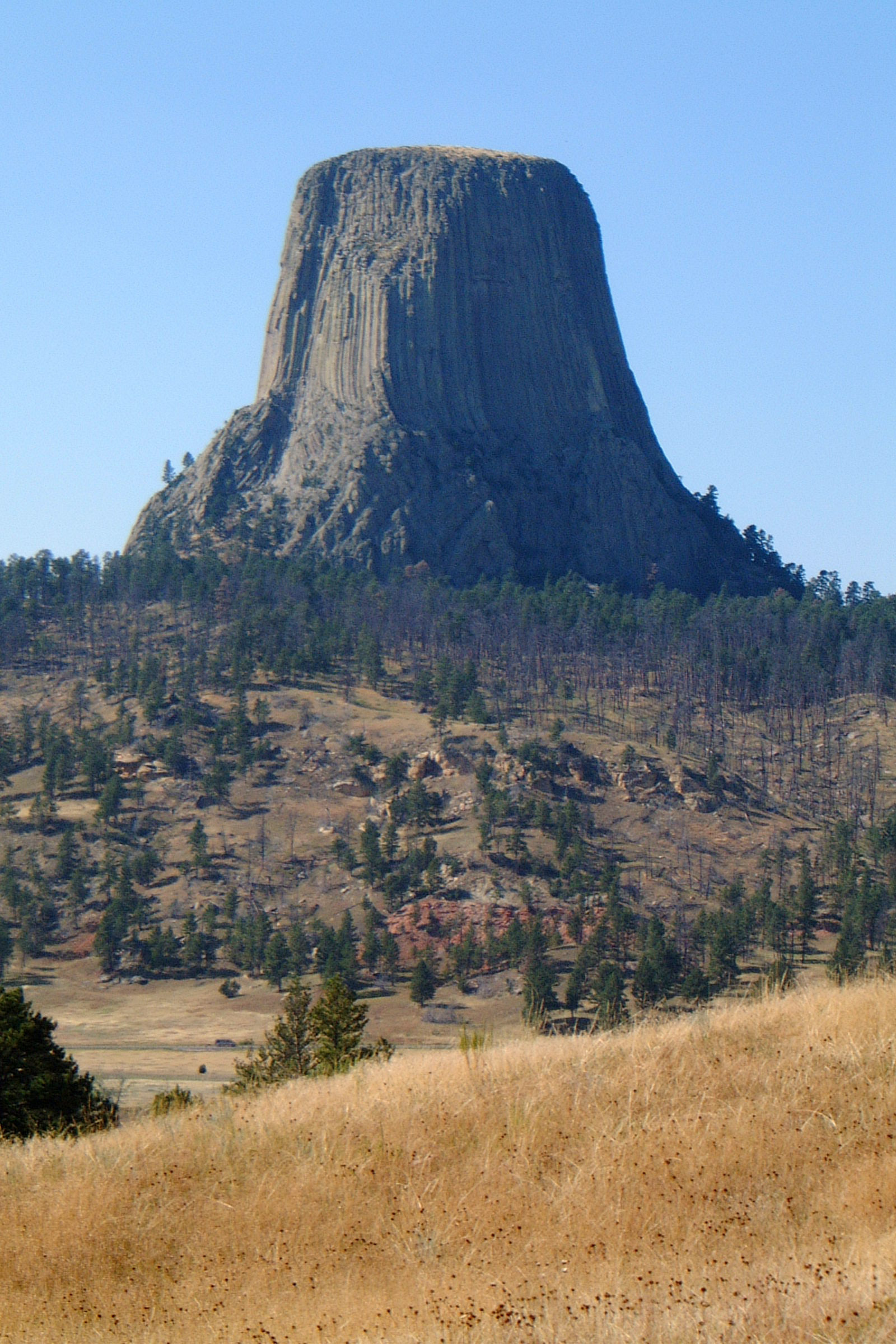
شاهق ديفليز.

الصخور المتدخلة تتكون هذه الصخور عندما يتجمد الصهير في باطن الأرض وقد يختلف العمق الذي تتكون عنده هذه الصخور؛ فمثلاً قد يكون تجمد المادة المصهورة على عمق 20 كيلومتر تحت باطن الأرض، وبالتالي يكون حجم بلورات الصخور كبيراً. وأيضاً قد يكون تجمد المادة قريباً من سطح الأرض على بعد عمق 500 متر أو أقل.